# Sinningia lineata
Sinningia lineata là một loài thực vật có hoa trong họ Tai voi. Loài này được (Hjelmq.) Chautems miêu tả khoa học đầu tiên năm 1990.